# فلورنثيو سانتشيث
فلورنثيو سانشيث (بالإسبانية: Florencio Sánchez) ـ (17 يناير 1875 ـ 7 نوفمبر 1910) هو كاتب مسرحي وصحفي وسياسي من أوروغواي يعد واحدًا من الآباء المؤسسين للمسرح في منطقة حوض ريو دي لا بلاتا في الأرجنتين وأوروغواي.

## من أعماله المسرحية
يعد سانتشيث من رواد الكتابة المسرحية الأوائل في أوروغواي، ومن مسرحياته:
- القوم الشرفاء (1903، بالإسبانية: La gente honesta) ـ فارس
- ابني الدكتور (1903، بالإسبانية: M'hijo el dotor) ـ كوميديا من ثلاثة فصول
- القوم الفقراء (1904، بالإسبانية: La pobre gente) ـ كوميديا من فصلين
- الأجنبية (1904، بالإسبانية: La gringa) ـ كوميديا من أربعة فصول
- اليد المقدسة (1905، بالإسبانية: Mano santa) ـ فارس
- الموتى (1905، بالإسبانية: Los muertos) ـ كوميديا من ثلاثة فصول
- الماضي (1906، بالإسبانية: El pasado) ـ كوميديا من ثلاثة فصول
- عملة زائفة (1907، بالإسبانية: Moneda falsa) ـ فارس
- أبناؤنا (1908، بالإسبانية: Nuestros hijos) ـ كوميديا من ثلاثة فصول

## نشاطه السياسي
كان سانشيث من مؤيدي الزعيم القومي المحافظ أباريثيو سارافيا، ووقف إلى جواره في الحرب الأهلية الأوروغوانية عام 1897، غير أن نتيجة الحرب خيبت آماله فتحول إلى الأناركية وبدأ يكتب لدورية «لا بروتيستا» (الاحتجاج) الأناركية.

## وفاته
توفي سانتشيث في أحد مستشفيات مدينة ميلانو الإيطالية من جراء مضاعفات مرض السل، قبل أن يكمل عامه السادس والثلاثين. سميت باسمه إحدى مدن جنوب غرب أوروغواي.

## روابط خارجية
- فلورنثيو سانتشيث على موقع الموسوعة البريطانية (الإنجليزية)